# Beijing Perfect World
Beijing Perfect World — китайская компания-разработчик компьютерных игр, специализирующаяся на жанре MMORPG. Компания была основана в 2004 году Чи Юфенгом, президентом Human Software Corporation. В июле 2007 года компания совершила первичное размещение акций на NASDAQ.

## Разработанные игры
- Legend of Martial Arts — сентябрь 2006
- Perfect World — ноябрь 2006
- Pocketpet Journey West — октябрь 2008
- Fantasy Zhu Xian — октябрь 2009
- Forsaken World — сентябрь 2010
- Neverwinter — апрель 2013
- Swordsman Online[англ.] — июль 2014

Компания Perfect World Entertainment, полностью принадлежащая Beijing Perfect World, была создана в США в апреле 2008 года для локализации и издания игр компании в США. Perfect World Entertainment локализовала для американского рынка Perfect World II под названием Perfect World International, Pocketpet Journey West (KDXY) под названием Ether Saga Online, Zhu Xian под названием Jade Dynasty, Battle of the Immortals и Chi Bi под названием Heroes of The Three Kingdoms. Позднее Perfect World Entertainment была переименована в Gearbox Publishing после её покупки компанией Embracer Group.

## Изданные игры

### Perfect World
- Legend of Martial Arts — MMORPG[3]
- Heroes of Three Kingdoms — MMORPG[3]
- Rusty Hearts — MMORPG[4]
- Perfect World International — MMORPG — 2008
- Ether Saga Online — MMORPG — 2009
- Jade Dynasty — MMORPG — 2009
- Battle of the Immortals — MMORPG — 2010
- Forsaken World — MMORPG — 2011
- War of the Immortals — MMORPG — 2011
- Fortuna — Браузерная MMORPG — 2013
- Elemental Kingdoms — 2014
- Swordsman Online — MMORPG — 2014
- Livelock — Action-adventure — 2016
- Arena of Heroes — MOBA
- Torchlight Mobile — Action RPG, Hack and slash
- Don’t Even Think — 2019 — Королевская битва

### Cryptic Studios
- Champions Online — MMORPG — 2009
- Star Trek Online — MMORPG — 2010
- Neverwinter Online — MMORPG — 2013

### Runic Games
- Torchlight — Hack and slash Action RPG — 2009
- Torchlight II — Hack and slash Action RPG — 2012

### Echtra Games
- Torchlight III — Hack and slash Action RPG — 2020

### Zombie Studios
- Blacklight: Retribution — Шутер от первого лица — 2012

### Nival
- Prime World — MOBA — 2015

### Katauri Interactive
- Royal Quest — MMORPG — 2015

### Motiga Games
- Gigantic — MOBA — 2016

### Gunfire Games
- Remnant: From the Ashes — 2019

### Valve
- Counter-Strike: Global Offensive — 2013